# Adelstitel
Der Adelstitel gab oder gibt den Rang eines Adligen in der gesellschaftlichen Hierarchie an. Viele Adelstitel waren ursprünglich Funktionsbezeichnungen. Die hier beschriebenen Adelstitel beziehen sich auf Europa im Mittelalter und in der Neuzeit.
Vom Adelstitel zu unterscheiden ist einerseits der Prädikatstitel (die Anrede), andererseits das Adelsprädikat (im Deutschen das von, also der Namenszusatz als Kennzeichen der Adeligkeit).

## Überblick: Adelstitel und Adelsränge
Im Wesentlichen gab es die folgenden Titel (geordnet nach dem Rang in absteigender Folge)
| Herrschertitel                                     | Herrschertitel                               | Anrede (Prädikatstitel) | allgemeiner Titel für die Nachkommen                                               | allgemeiner Titel für die Nachkommen                                              | Anmerkung |
| männlich                                           | weiblich                                     | Anrede (Prädikatstitel) | männlich                                                                           | weiblich                                                                          | Anmerkung |
| -------------------------------------------------- | -------------------------------------------- | --- | ---------------------------------------------------------------------------------- | --------------------------------------------------------------------------------- | --- |
| Kaiser Zar                                         | Kaiserin Zarin bg / sr / ru: царица (Zariza) | (Kaiserliche) Majestät | (Kron)Prinz, bei den Söhnen des Russischen Zaren jedoch: Zarewitsch bzw. Großfürst | (Kron)Prinzessin, bei den Töchtern des Russischen Zaren: Zarewna bzw. Großfürstin | Für die Prinzen des kaiserlichen Hauses die Anrede Kaiserliche Hoheit. |
| König                                              | Königin                                      | (Königliche) Majestät | (Kron)Prinz                                                                        | (Kron)Prinzessin                                                                  | Für die Prinzen des königlichen Hauses die Anrede Königliche Hoheit. |
| Erzherzog                                          | Erzherzogin                                  | Kaiserliche und Königliche Hoheit (ehemals: Durchlauchtigste(r))                                                           | Erzherzog                                                                          | Erzherzogin                                                                       | Der Titel stand regelmäßig den Angehörigen des Hauses Habsburg zu. |
| Großherzog                                         | Großherzogin                                 | Königliche Hoheit (Anrede: Allerdurchlauchtigste(r))                                                                       | Prinz / Erbgroßherzog                                                              | Prinzessin / Erbgroßherzogin                                                      | Für die Prinzen und Prinzessinnen der großherzoglichen Häuser von Luxemburg, Hessen und Baden die Anrede Königliche Hoheit. |
| Kurfürst                                           | Kurfürstin                                   | Königliche Hoheit (ehemals: Durchlauchtigste(r))                                                                           | Kurprinz                                                                           | Kurprinzessin                                                                     | Ein Kurfürst war im Heiligen Römischen Reich (HRR) ein zur Königs- bzw. Kaiserwahl Berechtigter des Hochadels. Kurfürsten trugen unterschiedliche Adelstitel (Könige, Herzöge, Erzbischöfe, Land-, Mark- und Pfalzgrafen). Im Gegensatz zum heutigen Sprachgebrauch bezog sich der Kurfürstentitel nicht auf das regierte Territorium, sondern auf das Reich. So hieß der Titel des brandenburgischen Herrschers etwa nicht „Kurfürst von Brandenburg“, sondern „Des Heiligen Römischen Reiches Kurfürst, Markgraf von Brandenburg“. Nach Auflösung des Heiligen Römischen Reiches trug lediglich der Landgraf von Hessen-Kassel diesen Titel als persönliche Titulation bis 1866 weiter. Er galt als gleichrangig mit einem Großherzog. Auf letzteres beziehen sich diese Angaben. |
| Herzog                                             | Herzogin                                     | (Königliche) Hoheit (regierend), Durchlaucht (standesherrlich/mediatisiert)                                                | Prinz                                                                              | Prinzessin                                                                        | Regierende Herzöge aus königlichem Haus und deren direkte Nachkommen führten die Anrede „Königliche Hoheit“. |
| Landgraf                                           | Landgräfin                                   | (Königliche) Hoheit, Durchlaucht                                                                                           | Prinz                                                                              | Prinzessin                                                                        | Den Titel gab es nur im deutschen Sprachraum (Beispiele: Thüringen, Hessen). Nur fallweise dem Reichsfürstenstand angehörend, waren sie im Rang dennoch den Herzögen gleichgestellt. Der L. von Hessen-Homburg als letzter Träger des L.-Titels führte als Reichsfürst die Anrede „Königliche Hoheit“; desgl. der L. und Prinz von Hessen. Angehörige von Nebenlinien titelten „Hoheit“ oder „Durchlaucht“. |
| Pfalzgraf                                          | Pfalzgräfin                                  | (Königliche) Hoheit, Durchlaucht                                                                                           | Prinz                                                                              | Prinzessin                                                                        | Der Pfalzgraf bei Rhein war bei Thronvakanz Reichsvikar für die Gebiete fränkischen Rechts. Als souveränem Kurfürsten gebührte ihm die Anrede „Königliche Hoheit“. Für die Länder sächsischen Rechts war dies der Kurfürst von Sachsen. Ihm gebührte als Kurfürst die Anrede „Königliche Hoheit“. Der Titel verlor nach 1806 seinen Charakter als Herrschertitel. |
| Markgraf                                           | Markgräfin                                   | (Königliche) Hoheit, Durchlaucht, Erlaucht                                                                                 | Prinz                                                                              | Prinzessin                                                                        | In Deutschland meist souveräne Fürsten, denen teilweise die Kurwürde zugestanden wurde (dem Markgrafen von Brandenburg 1356, dem Markgrafen von Baden 1803). Andererseits genoss der Titel wechselndes Ansehen und galt als auf der Grenze zwischen Hohem und Niederem Adel stehend. |
| Fürst                                              | Fürstin                                      | Hoheit, Hochfürstliche Durchlaucht (regierend), Durchlaucht (mediatisiert, ebenso Titularfürsten) sonst: Fürstliche Gnaden | Erbprinz                                                                           | Erbprinzessin                                                                     | Die regierenden Fürsten von Reuß, von Lippe und von Schaumburg-Lippe führten die Anrede „Hochfürstlich“. Allein dem Fürsten von Hohenzollern gebührte die Anrede „Hoheit“. Titularfürsten aufgrund persönlicher Verleihung besaßen i. d. R. keine Herrscherrechte (Reichsstandschaft) und zählten daher nicht per se zum Hochadel. Prominentes Beispiel war Otto Fürst von Bismarck. |
| Graf                                               | Gräfin                                       | Erlaucht (regierender oder mediatisierter Reichsgraf), sonst: Hochgeboren                                                  | Erbgraf                                                                            | Erbgräfin                                                                         | Neugeadelte Titulargrafen ohne Herrschaftsrechte (Reichsstandschaft) galten als dem Niederen Adel zugehörig. Bei unverheirateten weiblichen Familienmitgliedern: Komtess bzw. Comtesse (außer Gebrauch gekommen). |
| Freiherr, Baron                                    | Freifrau, Baronin                            | Hochgeboren (Uradel), sonst: Hochwohlgeboren                                                                               | Freiherr, Baron                                                                    | Freiin, Baronesse                                                                 | |
| Herr (Titel)                                       | Frau, Herrin                                 | |                                                                                    |                                                                                   | Im Mittelalter Bezeichnung für die Besitzer einer Herrschaft als eigenständiges Territorium. |
| Ritter, Edler, Herr von, Junker von, Landmann von, | Edle, Frau von, Junkfrau von                 | Hochwohlgeboren | Ritter, Edler, Herr von, Junker von                                                | Edle, Fräulein/Frau von, Junkfrau von                                             | In Bayern war Ritter ab dem 19. Jahrhundert ein separater Adelsstand, dem auch alle mit einem Verdienstorden ausgezeichneten Inländer angehörten. |

## Rechtsgrundlagen
Zur Entstehung des Adels und der adligen Rangstufen im Allgemeinen siehe:
Zur rechtlichen Regelung siehe:
Zur Entstehung und Bedeutung der einzelnen Adelstitel aus Funktionsbezeichnungen: siehe die jeweiligen Einzelartikel.
Zu den Nobilitierungen im Heiligen Römischen Reich und seinen Nachfolgestaaten siehe: Nobilitierung
Die durch das jeweilige Staatsrecht definierten Ämter von Staatsoberhäuptern wie Kaiser oder König sind keine eigentlichen Adelstitel, da regierende Monarchen über dem Adel stehen, werden aber der Übersicht halber hier aufgeführt. Dasselbe gilt für den Titel Großherzog, der einigen fürstlichen Häusern als „Trostpreis“ für die Versagung des protokollarischen Königstitels zugestanden wurde. Ähnliches gilt für stets Funktionsbezeichnungen gebliebene Titel wie Kurfürst oder Abstammungsbezeichnungen wie Zarewitsch. Den Titel Erzherzog/Erzherzogin führten ausschließlich Angehörige des Hauses Habsburg. Für Deutschland (und Italien) ergibt sich eine gewisse Sonderrolle aus dem Umstand, dass das Heilige Römische Reich in der frühen Neuzeit nicht zu einer staatlichen Geschlossenheit entwickelt hatte und einzelne Adelsherrschaften sich zu Landesherrschaften entwickelt hatten. Als nach dem Reichsdeputationshauptschluss und der nachfolgenden Auflösung des Reichs diese Landesherrschaften und die reichsunmittelbar gebliebenen Adelsherrschaften nominell souverän wurden, hatte dies aufgrund der geringen Größe dieser Territorien und dem Abgrenzungsbedürfnis der bestehenden Monarchien zur Folge, dass nur wenige Herrscher über bedeutendere Territorien (Bayern, Sachsen, Hannover, Württemberg) in den Rang eines Königs aufstiegen. Ansonsten kam es insbesondere bei Herzögen und Fürsten (= gefürsteten Grafen) zum Nebeneinander von Titulaturen, die einmal normale Adelstitulaturen waren oder aber gleichlautende Titulaturen von regierenden Staatsoberhäuptern. Weiter gab es im Deutschland des 19. Jahrhunderts bis zum Ende der Monarchie 1918 unter den Adeligen die herausgehobene Gruppe der Standesherren, die auch nicht nach ihrem Adelstitel sicher zu erkennen waren, aber besondere Vorrechte genossen.

## Rechtsgültigkeit
Adelstitel wurden nach dem Ende des Ersten Weltkriegs (1918) in Deutschland und in Österreich im Jahre 1919 und sukzessive auch in den ehemaligen österreichischen Kronländern sowie in Ungarn nach dem Zweiten Weltkrieg mit dem Übergang in die kommunistische Republik abgeschafft. Eine Verleihung von Adelstiteln ist in diesen Ländern nicht mehr möglich. Der EuGH hat im Dezember 2010 entschieden, dass es ein Mitgliedstaat (im Anlassfall: Österreich) aus Erwägungen der öffentlichen Ordnung (im Anlassfall: Wahrung des Gleichheitsgrundsatzes) ablehnen darf, den an einen früheren Adelstitel erinnernden Bestandteil des Familiennamens eines seiner Staatsangehörigen, wie er in einem anderen Mitgliedstaat durch Adoption erworben werden könnte, anzuerkennen.

### Deutschland
Im Deutschen Kaiserreich wurde der letzte Adelstitel am 12. November 1918 durch Leopold IV. zur Lippe verliehen, der am Tage seiner Abdankung Kurt von Kleefeld (1881–1934) in den Adelsstand erhob.
Mit dem Übergang in die Weimarer Republik und dem Inkrafttreten der Weimarer Reichsverfassung (WRV) von 1919 (Verfassung des Deutschen Reichs) wurden mit Art. 109 WRV alle Bürger vor dem Gesetz gleichgestellt und Vorrechte der Geburt, des Geschlechts, des Standes, der Klasse und des Bekenntnisses ausgeschlossen. Die Adelsbezeichnungen (die Adelstitel und die Prädikate wie „von“ und „zu“) wurden zu Bestandteilen des Namens und dürfen seither nicht mehr verliehen werden.
Am 23. Juni 1920 verabschiedete die preußische Landesversammlung das Preußische Gesetz über die Aufhebung der Standesvorrechte des Adels und die Auflösung des Hausvermögens. Nach diesem Adelsgesetz, das in ähnlicher Form auch von den anderen Ländern des Deutschen Reiches übernommen wurde, wurden die Primogeniturtitel, die auch bisher lediglich den Familienoberhäuptern und Herrschern zustanden, aufgehoben. Die von Familie zu Familie unterschiedlichen allgemeinen Titel, die die übrigen Familienmitglieder trugen, wurden zu Bestandteilen des Familiennamens. Dies bedeutet, dass vormalige Titel wie zum Beispiel Prinz oder Graf, die früher allen Familienmitgliedern zustanden, als Namensbestandteile erhalten blieben, während Titel wie König, Großherzog usw., die nur den regierenden Personen (Herrschertitel) oder Familienoberhäuptern zustanden, ganz entfielen. Dies führte zu sehr unterschiedlichen Familiennamen. So tragen etwa die Nachkommen des ehemals königlichen Hauses Württemberg den Familiennamen „Herzog von Württemberg“ oder die Nachkommen des ehemaligen kurfürstlichen Hauses Hessen den Familiennamen „Prinz und Landgraf von Hessen“.
In einer Übergangsregelung war festgelegt, dass die Personen, die zum Zeitpunkt des Inkrafttretens der Weimarer Reichsverfassung bereits einen Primogeniturtitel führten, diesen für ihre Person beibehalten durften.
Nach einer Entscheidung des Reichsgerichts vom 10. März 1926 (RGZ 113, 107 ff.) werden die früheren Adelsbezeichnungen geschlechtsspezifisch abgewandelt.
In der Bundesrepublik Deutschland galt die Weimarer Verfassung, soweit nicht einzelne Artikel Bestandteil des Grundgesetzes wurden, zunächst insgesamt einfachgesetzlich weiter. Nach einer Rechtsbereinigung in den 1960er Jahren ist nur Artikel 109 Abs. 3 Satz 2 WRV („Adelsbezeichnungen gelten nur als Teil des Namens und dürfen nicht mehr verliehen werden“) einfachgesetzlich noch in Kraft.
Nach der Abschaffung der Adelsprivilegien hat der Freistaat Preußen 1920 entschieden, dass auch in der Anrede kein Unterschied zwischen Bürgern und ehemaligen Adeligen zu machen sei. Diese Regelung wurde von der Bundesrepublik Deutschland übernommen. Nach heutigem deutschen Protokoll stehen deutschen Staatsbürgern mit ehemaligen Adelstiteln im Namen keine Besonderheiten mehr in Anrede und Schriftverkehr zu. Dies ergibt sich aus dem Gleichheitsgrundsatz des Grundgesetzes. Für ausländische Adelige gilt diese Regelung nicht. Ihnen steht nach deutschem Protokoll eine besondere Anrede je nach Titel zu. Offiziellen Charakter und protokollarische Bedeutung haben damit diese Titel, Rangbezeichnungen und Anreden nur in Ländern, in denen der Adel und seine Vorrechte nicht abgeschafft sind. Eine Verwendung der besonderen Anrede in Bezug auf Deutsche mit einer Abstammung vom historischen Adel oder einem erlangten Namen, der an den historischen Adel erinnert, ist damit rein freiwillig und entspricht nicht dem offiziellen Protokoll.
Darüber hinausgehende Rechtsfolgen hat ein Adelstitel heute nicht mehr. Allerdings findet er in manchen Gesellschaftskreisen und manchmal in Abweichung von den offiziellen Regelungen bei der Ermittlung des Ranges für das Protokoll immer noch Beachtung. Die von einigen Personen praktizierte Fortführung der historischen Adelstitel im gesellschaftlichen Leben hat keine namensrechtliche Bedeutung, auch ein Anrecht auf die Anrede mit einem Prädikatstitel, wie zum Beispiel „Durchlaucht“, besteht nicht mehr.

### Österreich
In der neu entstandenen Republik Deutschösterreich (1918–1919) wurden am 3. April 1919 mit dem Adelsaufhebungsgesetz und der zugehörigen Durchführungsverordnung alle Adelstitel, weltliche Ritter- und Damenorden sowie etliche Titel, Würden und die Privilegien des Adels abgeschafft und die Zuwiderhandlung unter Strafe gestellt (Geldstrafe oder bis zu sechs Monate Haft).

### Schweiz
In der Schweiz werden Adelstitel nicht als Bestandteil des Familiennamens anerkannt, Adelsbezeichnungen werden in amtlichen Papieren deshalb auch nicht eingetragen. Hingegen wird die Partikel „von“ durchaus von den Schweizer Behörden als Namensteil im Zivilstandsregister geführt. Dies hängt damit zusammen, dass er meist nicht auf eine adelige Herkunft oder Zugehörigkeit weist: Bei der Entstehung von Familiennamen im Mittelalter spielten neben Berufsbezeichnungen und Charakteristika von Personen auch Flur- und Gemeindenamen zur Identifikation eine Rolle. So sind von Moos, von Däniken und von Gunten keine adeligen Namen. Da die Eidgenossenschaft dazu seit dem 14. Jahrhundert faktisch und seit 1648 auch juristisch unabhängig vom heiligen römischen Reich deutscher Nation war, konnte es nach allen geltenden Regeln keinen „neuen“ Adel geben. Alte Adelsfamilien verloren mit der Zeit Besitz und Einfluss oder wanderten ab (Habsburger), nur wenige blieben im Gebiet der Eidgenossenschaft, wie die von Salis, von Erlach, von Keller oder von Hallwyl. Zahlreiche weitere Namen wie von Graffenried oder von Wattenwyl sind ursprünglich „nur“ Patrizierfamilien, die sich das „von“ selbst zulegten.

## Adelstitel in verschiedenen Sprachen
| Deutsch                                            | Latein                                                      | Französisch                                           | Italienisch                             | Spanisch                                | Englisch                                  | Dänisch                                  | Griechisch                                    | Niederländisch                       | Tschechisch                                                          | Ungarisch                 | Russisch                                                                | Persisch                                                | Arabisch               | Chinesisch | Amharisch                     |
| -------------------------------------------------- | ----------------------------------------------------------- | ----------------------------------------------------- | --------------------------------------- | --------------------------------------- | ----------------------------------------- | ---------------------------------------- | --------------------------------------------- | ------------------------------------ | -------------------------------------------------------------------- | ------------------------- | ----------------------------------------------------------------------- | ------------------------------------------------------- | ---------------------- | ---------- | ----------------------------- |
| Kaiser, Kaiserin                                   | Caesar, Imperator, Augustus, Imperatrix (Zweikaiserproblem) | Empereur, Impératrice                                 | Imperatore, Imperatrice                 | Emperador, Emperatriz                   | Emperor, Empress                          | Kejser, Kejserinde                       | Αυτοκράτωρ, Αυτοκράτειρα                      | Keizer, Keizerin                     | Císař, Císařovna                                                     | Császár, Császárnő        | Царь (Zar), Император Царица (Zariza), Императрица                      | شهنشاه (Schah-en-Schah), شهبانو (Shahbanou)             | Qayssar, pl. Qayâssira | 皇帝, 女皇 | Nəgusä nägäst, Nigiste Negest |
| König, Königin                                     | Rex, Regina                                                 | Roi, Reine                                            | Re, Regina                              | Rey, Reina                              | King, Queen                               | Konge, Dronning                          | Βασιλεύς, Βασίλισσα                           | Koning, Koningin                     | Král, Královna                                                       | Király, Királynő/Királyné | Король (Korol'), Королева (Koroleva)                                    | شاه Schah, شهبانو (Schahbanou)                          | Malik, pl.Mulûk        | 王, 女王   | Negus, Negisti                |
| Erzherzog, Erzherzogin                             | Archidux, Archiducissa                                      | Archiduc, Archiduchesse                               | Arciduca, Arciduchessa                  | Archiduque, Archiduquesa                | Archduke, Archduchess                     | Ærkehertug, Ærkehertuginde               | Aρχιδούκας, Aρχιδούκισσα                      | Aartshertog, Aartshertogin           | Arcivévoda, Arcivévodkyně                                            | Főherceg, Főhercegnő      | Эрцгерцог (Erzherzog), Эрцгерцогиня (Erzherzoginja)                     |                                                         |                        |            |                               |
| Großherzog, Großherzogin                           | Magnus Dux, Magna Ducissa                                   | Grand-Duc, Grande-Duchesse                            | Gran Duca, Gran Duchessa                | Gran Duque, Gran Duquesa                | Grand Duke, Grand Duchess                 | Storhertug, Storhertuginde               | Μέγας Δούκας, Μεγάλη Δούκισσα                 | Groothertog, Groothertogin           | Velkovévoda, Velkovévodkyně                                          | Nagyherceg, Nagyhercegnő  | Великий герцог (Veliki herzog), Великая герцогиня (Velikaia herzoginja) | Ilkhan (Fürst eines großen Stammesverbands)             |                        | 大公       |                               |
| Herzog, Herzogin                                   | Dux, Ducissa                                                | Duc, Duchesse                                         | Duca, Duchessa                          | Duque, Duquesa                          | Duke, Duchess                             | Hertug, Hertuginde                       | Δούκας, Δούκισσα                              | Hertog, Hertogin                     | Vévoda, Vévodkyně                                                    | Herceg, Hercegnő          | Герцог (Herzog), Герцогиня (Herzoginja)                                 | Khan, Amir, im Sinne eines Stammesfürsten (Khanom)      | Dûq                    | 公         |                               |
| Großfürst, Großfürstin                             | Magnus Princeps                                             | Grand Prince Grand-Duc, Grande-Duchesse               |                                         | Gran Príncipe, Gran Princesa            | Grand Duke, Grand Duchess                 | Storfyrste, Storfyrstinde                |                                               |                                      | Velkokníže, Velkokněžna                                              | Nagyfejedelem             | Великий князь (Veliki knias), Великая княгиня (Velikaia kniaginja)      | Khan, Amir, (Khanom)                                    |                        |            |                               |
| Kurfürst, Kurfürstin                               | Princeps Elector                                            | Prince électeur                                       | Principe Elettore                       | Príncipe Elector                        | Elector/Electoral prince                  | Kurfyrste, Kurfyrstinde                  | Eκλέκτορας                                    | Keurvorst, Keurvorstin               | Kurfiřt, Kurfiřtka                                                   | Választófejedelem         | Курфюрст (Kurfürst), Курфюрстина (Kurfürstina)                          |                                                         |                        | 选帝侯     |                               |
| Fürst, Fürstin                                     | Princeps                                                    | Prince, Princesse                                     | Principe, Principessa                   | Príncipe, Princesa                      | Prince, Princess                          | Fyrste, Fyrstinde                        | Ηγεμόνας / Πρίγκιπας, Ηγεμονίδα / Πριγκίπισσα | Vorst, Prins; Vorstin, Prinses       | Kníže; Kněžna                                                        | Fejedelem                 | Князь (Knias), Княгиня (Kniaginja)                                      | Amir, pl. Omara'                                        | Amîr (Emir), pl. Umru' |            |                               |
| Souverän Baron, Souverän Baroness                  |                                                             |                                                       |                                         |                                         | Sovereign Baron / Sovereign Baroness      |                                          |                                               |                                      |                                                                      |                           |                                                                         | Khan, Beg (im Sinne eines Grundbesitzers)               |                        |            | Grazmach, Grazmach            |
| Markgraf, Markgräfin                               | Marchio                                                     | Le/La Margrave Marquis, Marquise                      | Margravio, Marchese, Marchesa           | Margrave, Margravina, Marqués, Marquesa | Marquess/Margrave, Marchioness/Margravine | Markgreve, Markgrevinde                  | Μαργράβος/Μαρκήσιος, Μαρκησία                 | Markies, Markiezin                   | Markrabě (von Mähren), Markýz (für Frankreich), Markraběnka, Markýza | Őrgróf                    | Маркиз (Markis), Маркиза (Markisa)                                      |                                                         |                        | 侯         |                               |
| Graf, Gräfin                                       | Comes, Comitissa                                            | Comte, Comtesse                                       | Conte, Contessa                         | Conde, Condesa                          | Earl/Count, Countess                      | Greve, Grevinde                          | Κόμης, Κόμισσα                                | Graaf, Gravin                        | Hrabě, Hraběnka                                                      | Gróf, Grófnő              | Граф (Graf), Графиня (Grafinja)                                         | Khan, Beg im Sinne eines Grundbesitzers (Khanom, Begom) |                        | 伯         |                               |
| Pfalzgraf, Pfalzgräfin                             | Comes palatinus                                             | Le Comte Palatin, La Comtesse Palatine                | Conte Palatino, Contessa Palatina       | Conde Palatino                          | Palsgrave                                 |                                          |                                               |                                      |                                                                      | Palotagróf                |                                                                         |                                                         |                        |            |                               |
| Reichsgraf, Reichsgräfin                           | Sacri Romani Imperii Comes                                  | Le Comte du Saint Empire, La Comtesse du Saint Empire | conte dell’Impero, contessa dell’Impero |                                         | Imperial Count                            |                                          |                                               | Rijksgraaf, Rijksgravin              |                                                                      |                           |                                                                         |                                                         |                        |            |                               |
| Altgraf, Altgräfin                                 | Comes vetus                                                 | Le/la Altgrave                                        | Altgravio                               |                                         |                                           |                                          |                                               |                                      |                                                                      |                           |                                                                         |                                                         |                        |            |                               |
| Burggraf, Burggräfin                               | Castellanus                                                 | Le/La Burgrave                                        | Burgravio                               |                                         | Castellan                                 |                                          |                                               | Burggraaf, Burggravin                |                                                                      |                           |                                                                         |                                                         |                        |            |                               |
| Landgraf, Landgräfin                               | Comes provincialis                                          | Le/La Landgrave                                       | Landravio                               | Landgrave, Landgravina                  | Landgrave, Landgravine                    |                                          |                                               |                                      |                                                                      |                           |                                                                         |                                                         |                        |            |                               |
| Raugraf, Raugräfin                                 | Comes hirsutus                                              | Le/La Raugrave oder Le/La Rougrave                    | Raugravio                               |                                         | Raugrave                                  |                                          |                                               |                                      |                                                                      |                           |                                                                         |                                                         |                        |            |                               |
| Rheingraf, Rheingräfin                             | Comes rheni                                                 | Le/La Rhingrave                                       | Renegravio                              |                                         |                                           |                                          |                                               | Rijngraaf, Rijngravin                |                                                                      |                           |                                                                         |                                                         |                        |            |                               |
| Waldgraf, Waldgräfin                               | Comes nemoris                                               | Le/La Waldgrave                                       | Waldgravio                              |                                         |                                           |                                          |                                               |                                      |                                                                      |                           |                                                                         |                                                         |                        |            |                               |
| Wildgraf, Wildgräfin                               | Comes silvestris                                            | Le/La Wildgrave                                       | Wildgravio                              |                                         | Wildgrave                                 |                                          |                                               | Wildgraaf Wildgravin                 |                                                                      |                           |                                                                         |                                                         |                        |            |                               |
| Freiherr/Baron, Freifrau/Baronin, Freiin/Baronesse | Baro                                                        | Baron, Baronne                                        | Barone, Baronessa                       | Barón, Baronesa                         | Baron, Baroness                           | Baron, Friherre, Baronesse, Friherreinde | Βαρόνος/Βαρώνος, Βαρόνη/Βαρώνη                | Baron, Vrijheer, Barones, Vrijvrouwe | Svobodný pán, baron, Svobodná paní, baronka                          | Báró                      | Барон (Baron), Баронесса (Baronessa)                                    | Khan, Beg, (Khanom, Begom)                              |                        | 男         | Grazmach                      |
| Ritter                                             | Eques/Miles                                                 | Chevalier                                             | Cavaliere                               | Caballero                               | Knight/Dame, Baronet/Baronetess           | Ridder                                   | Ιππότης, Ντάμα                                | Ridder                               | Rytíř                                                                | Lovag                     | Рыцарь (Ryzar')                                                         | Sardar                                                  | Fâris, pl. Firsân      | 骑士       |                               |
| Edler, Edle                                        | (Vir) Nobilis                                               | Equité/écuyer                                         | Nobiluomo, Nobildonna;                  | Noble                                   | Nobleman                                  |                                          |                                               | Jonkheer, Jonkvrouw                  | Zeman, Zemanka                                                       | Nemes                     |                                                                         | Sarvar                                                  |                        |            |                               |
| Herr von, Junker, Frau von, Fräulein von           | Dominus                                                     | Sieur, Seigneur                                       | Signor, Signora                         | Don, Doña                               |                                           | Herre, Frue                              | Κύριος, Κυρία / Δεσποινίς                     | Jonkheer, Jonkvrouw                  | Pán, Paní                                                            | Úr                        |                                                                         | Agha Banoo, Khanom                                      | Sayyid, pl.Sâdat       |            |                               |

Vizekönig war entgegen einem landläufigen Irrtum kein Adelstitel, sondern in einigen Monarchien die Amtsbezeichnung eines Gouverneurs in Kolonien bzw. Herrschaftsgebieten mit besonderem Prestige.
| Deutsch                | Latein | Französisch        | Italienisch        | Spanisch         | Englisch           | Dänisch                 | Griechisch                 | Niederländisch             | Tschechisch                                        | Persisch          | Arabisch                            | Russisch                                                 | Chinesisch    | Japanisch     | Amharisch |
| ---------------------- | ------ | ------------------ | ------------------ | ---------------- | ------------------ | ----------------------- | -------------------------- | -------------------------- | -------------------------------------------------- | ----------------- | ----------------------------------- | -------------------------------------------------------- | ------------- | ------------- | --------- |
| Vizekönig, Vizekönigin |        | Viceroi, Vicereine | Vicerè, Viceregina | Virrey, Virreina | Viceroy, Vicereine | Vicekonge, Vicedronning | Αντιβασιλεύς Αντιβασίλισσα | Onderkoning, Onderkoningin | Vicekrál (místokrál), Vicekrálovna (místokrálovna) | Nayeb ol-Saltaneh | Nâ'ib al-Malik, pl. Nuwwâb al-Malik | Вице-король (Wize-korol'), Вице-королева (Wize-koroleva) | 总督 (zǒngdū) | 副王 (fuku ō) |           |

## Internationale Unterschiede
Adelstitel und -systeme verschiedener Länder können zwar miteinander verglichen, nicht aber gleichgesetzt werden:
- In Polen war jeglicher Titel unter dem eines Fürsten unstatthaft (siehe szlachta). Die kursiven Titel sind Übersetzungen von westlichen Titeln ins Polnische, die von fremden Monarchen an einige polnische Edelleute vergeben wurden, besonders nach den Teilungen Polens. Man benutzte nicht den Titel Edelmann/Edelfrau (Szlachcic/szlachcianka) mit dem Nachnamen, sondern sagte zum Beispiel herbu Wczele („vom Wappen Wczele“).
- Für den inländischen russischen Adel wurden vor dem 18. Jahrhundert nur die Titel Knjas (russisch князь) und Bojar (russisch боярин) verwendet. Später wurden die Titel Graf und Baron hinzugefügt.
- Die englische und die französische Sprache kennen keinen Unterschied zwischen „Großherzog“ und „Großfürst“.
- Die romanischen Sprachen unterschieden im Gegensatz zu den germanischen nicht zwischen dem regierenden (Landes-)Fürsten und Prinzen als nachgeborenen Mitgliedern fürstlicher Häuser. In Frankreich, Italien, Spanien und auch Großbritannien gibt es „Prinzen“ – von einigen wenigen Ausnahmen abgesehen – nur im Zusammenhang mit der königlichen Familie (princes du sang in Frankreich, princes of the Blood Royal in Großbritannien), ansonsten ist dieser Titel in diesen Ländern nicht vorgesehen. Lediglich  in der unter Napoleon I. und Napoleon III. existierenden Noblesse d’Empire wurden einige wenige besonders bedeutende französische Würdenträger zum prince de l'Empire ernannt, ohne mit dem Kaiserhaus verwandt zu sein. Genauso wenig gibt es in Frankreich, Italien, Spanien und Großbritannien außerhalb der königlichen Familie die „Prinzessin“. Weder die Tochter eines Landedelmannes noch die Tochter eines Herzogs ist – im Gegensatz zu Deutschland – berechtigt, den Titel ihrer Eltern bzw. Vaters zu führen. Das heißt: Die Tochter des Duc de Grammont ist Mademoiselle de Grammont. In Deutschland wäre sie die „Prinzessin von Grammont“, mit Prädikat.
- Die Rangstufen des hohen Adels in Frankreich, Italien, Spanien und Großbritannien sind: Fürst/Prinz (meist ausschließlich nachgeborene Mitglieder des Königshauses, siehe oben), Herzog, Markgraf, Graf und Baron. Diese Rangordnung, besonders der Vorrang des Fürsten/Prinzen vor dem Herzog, unterscheidet den Adel dieser Länder von den Usancen in Österreich und  Deutschland, wo ein Fürst rangmäßig unter einem Herzog stand.

Die Anrede (oder Nicht-Anrede) mit Adelstiteln konnte (und kann) durchaus in diplomatischer – oder eben undiplomatischer – Weise erfolgen: Als der protestantische preußische König Friedrich II. 1740 in Schlesien einfiel und es annektierte, das zuvor zu den Ländern der katholischen Habsburgerin Maria Theresia gehört hatte, schrieb ihm der Papst einen erbosten Brief, adressiert an den „Herrn Markgrafen von Brandenburg“, den Friedrich ziemlich ungerührt beantwortete, an den „Herrn Bischof von Rom“. Als Napoleon die „beiden Grafen zur Lippe“ (wie er sie noch im Dezember 1806 in einem Brief an seinen Außenminister Talleyrand genannt hatte) im April 1807 in den Rheinbund aufnahm, bezeichnete er sie im Akzessionsvertrag beide als Fürsten, was allerdings nur auf den zur Lippe (der seit 1789 Reichsfürst war) zutraf, während der zu Schaumburg-Lippe noch immer Graf war, sich nun aber sogleich ebenfalls Fürst nannte.